# Colin Dexter
Norman Colin Dexter,  OBE, (29 de setembre de 1930 - 21 de març de 2017) fou un escriptor de novel·les d'intriga anglès, conegut per la saga de novel·les de l'Inspector Morse, novel·les que van ser escrites entre 1975 i 1999 i adaptada com a sèrie de televisió de 1987 a 2000. Els seus personatges van generar una seqüela televisiva, Lewis, i una preqüela, Endeavour.

## Primers anys i carrera
Dexter va néixer en Stamford, Lincolnshire, i va ser educat a Stamford School, on el seu germà, John Dexter, havia estat abans que ell.
El 1954, va començar la seva carrera docent a la East Midlands, convertint-se en professor ajudant d'obres clàssiques a Wyggeston School, de Leicester. El 1966 se li va diagnosticar sordesa i es va veure obligat a deixar l'ensenyament, i va assumir el càrrec de Secretari Auxiliar Superior de la Universitat d'Oxford Delegació d'Atenció d'Exàmens Locals (UODLE) a Oxford, càrrec que va exercir fins a la seva jubilació el 1988.
Dexter va tenir un lloc destacat en el programa de la BBC "Com resoldre uns mots encreuats críptic", com a part de l'emissió de sèries de Time Shift al novembre de 2008 en què va emetre alguns dels mots encreuats resolts per Morse.
Va morir el 21 de març de 2017 a casa seva a Oxford.

## Obres

### Novel·les de l'Inspector Morse
- Last Bus to Woodstock (1975)
- Last Seen Wearing (1976)
- The Silent World of Nicholas Quinn (1977)
- Service of All the Dead (1979)
- The Dead of Jericho (1981)
- The Riddle of the Third Mile (1983)
- The Secret of Annexe 3 (1986)
- The Wench is Dead (1989)
- The Jewel That Was Ours (1991)
- The Way Through the Woods (1992)
- The Daughters of Cain (1994)
- Death is Now My Neighbour (1996)
- The Remorseful Day (1999)

### Reculls de novel·les i narracions curtes
- The Inside Story (1993)
- Neighbourhood Watch (1993)
- Morse's Greatest Mystery (1993); també publicat com a As Good as Gold
- # "As Good as Gold" (Morse)
- # "Morse's Greatest Mystery" (Morse)
- # "Evans Tries an O-Level"
- # "Dead as a Dodo" (Morse)
- # "At the Lulu-Bar Motel"
- # "Neighbourhood Watch" (Morse)
- # "A Case of Mis-Identity" (a Sherlock Holmes pastiche)
- # "The Inside Story" (Morse)
- # "Monty's Revolver"
- # "The Carpet-Bagger"
- # "Last Call" (Morse)

### Narracions curtes no recollides
- "The Burglar" a You, The Mail on Sunday (1994)
- "The Double Crossing" a Mysterious Pleasures (2003)
- "Between the Lines" a The Detection Collection (2005)
- "The Case of the Curious Quorum" (featuring Inspector Lewis) a The Verdict of Us All (2006)
- "The Other Half" a The Strand Magazine (February–May, 2007)
- "Morse and the Mystery of the Drunken Driver" a Daily Mail (December 2008)
- "Clued Up" (a 4-page story featuring Lewis and Morse solving a crossword) a Cracking Cryptic Crosswords (2009)